# Surat Thani

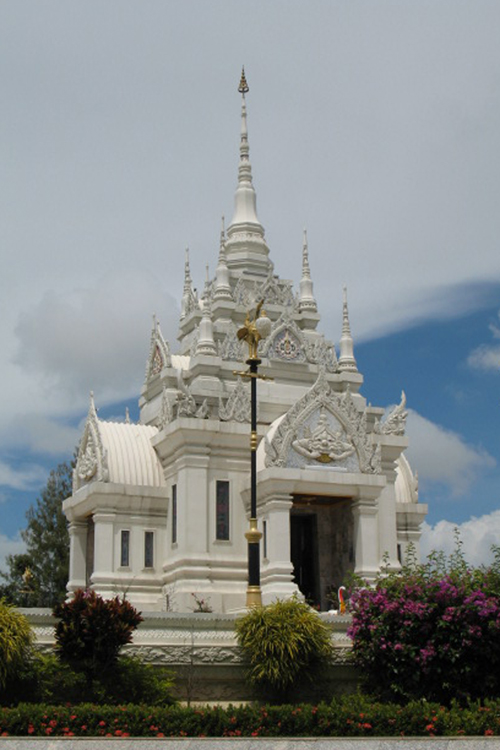
Pillar shrine em Surat Thani.

Surat Thani (em tailandês:  สุราษฎร์ธานี), é uma cidade no sul da Tailândia. É a capital da província de mesmo nome. A cidade tem uma população de 128.179 (2009), e uma área de 68,97 quilômetros quadrados, sendo a densidade populacional de 1.858 habitantes por km².
Suran Thani está situada  perto da foz do rio Tapi no Golfo da Tailândia. A cidade não oferece grandes atracções turísticas em si, é conhecida principalmente pelos turistas como uma transferência para a ilha próxima Ko Samui, situada a 32 km da costa.
Com o porto que movimenta os principais produtos da província, borracha e coco, ela forma o centro comercial regional.

## História
A cidade recebeu o seu nome, que significa "Cidade de Boas Pessoas", pelo rei Vajiravudh (Rama VI) em 1915. O nome foi dado à cidade, devido à intensa devoção dos moradores para o budismo. Anteriormente, a cidade era conhecida como Bandon, o que significa "Aldeia em terrenos mais altos". O nome da cidade é copiada da cidade indiana de Surate, em Gujarate, situada na margem do rio Tapi que desemboca no oceano Índico. O Rei Vajiravudh deu este nome para a sua cidade por ele ter ficado impressionado em uma visita a cidade indiana.
Desde 1969 Surat Thani é a sede da Diocese Católica Romana de Surat Thani, responsável por cerca de 6000 cristãos católicos no sul da Tailândia.

## Localização
A cidade está localizada a aproximadamente 651 km ao sul de Bangkok, capital da Tailandia.

## Transporte
A cidade está conectada com Bangkok por ferrovia. Surat Thani Railway Station é a estação principal da província localizada em Phunphin, cerca de 14 km a oeste da cidade de Surat Thani.
A cidade é servida pelo Aeroporto Internacional de Surat Thani com diversas companhias aereas utilizando ele em voos para Bangkok, está localizado a 30 km da cidade.